# ラジオ・パープル
『ラジオ・パープル』は、TBSラジオで2013年4月1日早朝（3月31日深夜）から2015年3月30日（3月29日深夜）まで放送されていたラジオの音楽番組である。

## 番組概要
日替わりでTBSアナウンサーが出演し、リスナーから届いたハガキやメールを紹介するほか、TBSラジオの推薦曲やそれぞれのアナウンサーお気に入りの曲を紹介する。
『あなたへモーニングコール』同様2曲目（4:10頃）はインストゥルメンタルになっており、TBSラジオのみ生放送で「TBSニュース」が挿入される。
2015年3月30日早朝（3月29日深夜）の放送をもって終了。

## パーソナリティ
- 月曜：柴田秀一
- 火曜：清水大輔（2013年4月 - 2014年3月）→小川知子（2014年4月 - ）
- 水曜：吉川美代子（2013年4月 - 2014年3月）→清水大輔（2014年4月 - ）
- 木曜：長峰由紀
- 金曜：浦口直樹

### 代役出演
- 升田尚宏（2014年9月17日・9月24日・10月1日、清水の代役[4]）

## ネット局

### 平日ネット
☆は月曜早朝のみ、月1回ニッポン放送『中島みゆきのオールナイトニッポン月イチ』に差し替えている（いた）ネット局。
- TBSラジオ（制作局）
- 北海道放送
- 青森放送
- IBC岩手放送
- 秋田放送
- 山形放送
- ラジオ福島
- 山梨放送（☆2013年5月 - 2014年8月）
- 静岡放送
- 北陸放送
- 福井放送
- 山陽放送[5]
- 山陰放送
- 山口放送
- 西日本放送
- 四国放送
- 南海放送
- RKB毎日放送[6]
- 長崎放送
- NBCラジオ佐賀
- 大分放送（☆2013年10月 - 2014年3月）
- 熊本放送
- 宮崎放送
- 南日本放送
- 琉球放送

### 火曜日 - 金曜日のみネット
- 信越放送（☆[7]）
- 新潟放送
- CBCラジオ
  - 上記3局はこの番組の開始に伴い月曜早朝（日曜深夜）の放送を取りやめ、放送開始を5時に繰り下げた。
- 和歌山放送
- 毎日放送（2014年9月30日 - 、宗教系番組『心のともしび』放送のため4:55で飛び降り）

### ネット局に関する備考
- 前番組『あなたへモーニングコール』（土曜・日曜早朝を除く）のネット局のうち、東北放送・高知放送は、ニッポン放送『オールナイトニッポン0（ZERO）』に切り替えた。
- また、一貫して5:00からの遅れネットだったラジオ大阪は、『中西ふみ子の今日も元気に』の放送時間を拡大する措置（5:15スタート）をとった。
- 一方の毎日放送では、2001年9月に『いすゞ歌うヘッドライト〜コックピットのあなたへ〜』が終了してから13年間自社制作番組を放送していたが[8]、2014年9月30日早朝から本番組の同時ネットに踏み切った（ただし2015年4月改編後の「Fine!!」はネットせず、半年間だけで自社制作に戻している）。
- 前番組『あなモニ』同様、月曜早朝（日曜深夜）についてはメンテナンス時間の延長などで不定期に放送を休止する局がある。

## エピソード
- 2014年6月25日、TBSラジオと一部ネット局では2014 FIFAワールドカップ日本vsコロンビア戦を中継するため4:40までの放送となり、番組初の生放送が実施された。一方、中継しないネット局向けに裏送りで、通常の60分バージョンが放送された。
- 2014年12月15日にも生放送を実施（前日に第47回衆議院議員総選挙が実施されたことに伴うもの）